# Arthur Schnabel
Arthur Schnabel (ur. 16 września 1948 w Schweigen, zm. 22 października 2018 w Cancún) – niemiecki judoka. Brązowy medalista olimpijski z Los Angeles (1984).
Reprezentował barwy Republiki Federalnej Niemiec. Brał udział w dwóch igrzyskach olimpijskich (IO 76, IO 84), w 1984 zdobył brąz w kategorii Open. Zdobył cztery brązowe medale mistrzostw Europy, w wadze półciężkiej w 1976 i 1977, w kategorii Open w 1981 i 1982. Uczestnik mistrzostw świata w 1979, 1981 i 1983 roku.